# Calhoun County, Alabama
Calhoun County är ett county i den amerikanska delstaten Alabama. 2012 uppskattades countyt ha 117 296 invånare. Den administrativa huvudorten (county seat) är Anniston som ligger cirka 160 kilometer norr om delstatens huvudstad Montgomery och cirka 50 kilometer väster om gränsen till delstaten Georgia. Countyt har fått sitt namn efter USA:s sjunde vicepresident John C. Calhoun.

## Geografi
2013 hade countyt en total area på 1 585,82 km². 1 569,25 km² av arean var land och 16,57 km² var vatten.

### Angränsande countyn
- Cherokee County, Alabama - norsöst
- Cleburne County, Alabama - öst
- Talladega County, Alabama - syd
- St. Clair County, Alabama - väst
- Etowah County, Alabama - nordväst

### Större städer och samhällen
- Alexandria
- Anniston
- Glencoe
- Jacksonville
- Oxford
- Piedmont
- Saks
- Southside
- West End-Cobb Town